# Мартуни (село, Армения)
Мартуни (арм. Մարտունի) — село в Гехаркуникской области Армении.

## География
Село расположено в северной части марза, на левом берегу реки Гетик, при автодороге , на расстоянии 83 километров к северо-востоку от города Гавар, административного центра области. Абсолютная высота — 1900 метров над уровнем моря.

### Климат
Климат характеризуется как умеренно холодный, влажный (Dfb в классификации климатов Кёппена). Среднегодовая температура воздуха составляет +4,6 °C. Средняя температура самого холодного месяца (января) составляет −7,6 °С, самого жаркого месяца (августа) — +16,2 °С. Расчётная многолетняя норма атмосферных осадков — 1232 мм. Наибольшее количество осадков выпадает в июне (153 мм).

## Население
Численность постоянного населения по состоянию на 1 января 2024 года составляла 547 человек.
| Год переписи | Население          | Население          | Население          | Население            | Население            | Население            |
| Год переписи | Наличное население | Наличное население | Наличное население | Постоянное население | Постоянное население | Постоянное население |
| Год переписи | Всего              | Мужчины            | Женщины            | Всего                | Мужчины              | Женщины              |
| ------------ | ------------------ | ------------------ | ------------------ | -------------------- | -------------------- | -------------------- |
| 2001         | 671                | 336                | 335                | 696                  | 350                  | 346                  |
| 2011         | 484                | 253                | 231                | 500                  | 263                  | 237                  |

| Год  | Численность | Численность |
| ---- | ----------- | ----------- |
| 1926 | 457         | [ 8 ]       |
| 1939 | 602         | [ 8 ]       |
| 1959 | 867         | [ 8 ]       |
| 1970 | 711         | [ 8 ]       |
| 1979 | 673         | [ 8 ]       |
| 1989 | 606         | [ 8 ]       |
| 2001 | 696         | [ 8 ]       |
| 2011 | 500         | [ 9 ]       |